# Star (Stealers Wheel)
Star is de vierde enigszins succesvolle single van Stealers Wheel. Het is afkomstig van hun album Ferguslie Park. Het was de vierde en tevens laatste single die de Nederlandse hitparade wist te halen. Joe Egan componeerde een lied over de beperkte duur van de roem. Eerst ben je onbekend, vervolgens wereldberoemd, maar al snel weer vergeten. Het lied werd geschreven toen Stealers Wheel een aankomend succes was, het onderwerp van het lied zou profetisch zijn. Stealers Wheel verdween snel naar de anonimiteit (volgende singles haalden de hitparades niet meer) en werd geheel overschaduwd door de (in eerste instantie) succesvolle solocarrière van Gerry Rafferty, die vervolgens ook in de vergetelheid raakte en ten onder ging aan alcoholisme.

## Lijsten

### Nederlandse Top 40
| Hitnotering: week 50 1973 t/m week 3 1974 | Hitnotering: week 50 1973 t/m week 3 1974 | Hitnotering: week 50 1973 t/m week 3 1974 | Hitnotering: week 50 1973 t/m week 3 1974 | Hitnotering: week 50 1973 t/m week 3 1974 | Hitnotering: week 50 1973 t/m week 3 1974 | Hitnotering: week 50 1973 t/m week 3 1974 | Hitnotering: week 50 1973 t/m week 3 1974 |
| Week:                                     | 1                                         | 2                                         | 3                                         | 4                                         | 5                                         | 6                                         |                                           |
| ----------------------------------------- | ----------------------------------------- | ----------------------------------------- | ----------------------------------------- | ----------------------------------------- | ----------------------------------------- | ----------------------------------------- | ----------------------------------------- |
| Positie:                                  | 24                                        | 16                                        | 14                                        | 16                                        | 29                                        | 38                                        | uit                                       |

### NederlandseSingle Top 100
| Hitnotering: 01-12-1973 t/m 18-01-1974 | Hitnotering: 01-12-1973 t/m 18-01-1974 | Hitnotering: 01-12-1973 t/m 18-01-1974 | Hitnotering: 01-12-1973 t/m 18-01-1974 | Hitnotering: 01-12-1973 t/m 18-01-1974 | Hitnotering: 01-12-1973 t/m 18-01-1974 | Hitnotering: 01-12-1973 t/m 18-01-1974 | Hitnotering: 01-12-1973 t/m 18-01-1974 |
| Week:                                  | 1                                      | 2                                      | 3                                      | 4                                      | 5                                      | 6                                      |                                        |
| -------------------------------------- | -------------------------------------- | -------------------------------------- | -------------------------------------- | -------------------------------------- | -------------------------------------- | -------------------------------------- | -------------------------------------- |
| Positie:                               | 29                                     | 27                                     | 20                                     | 11                                     | 18                                     | 27                                     | uit                                    |

### BelgischeBRT Top 30
| Hitnotering: 5-1-1974 t/m 8-2-1974 | Hitnotering: 5-1-1974 t/m 8-2-1974 | Hitnotering: 5-1-1974 t/m 8-2-1974 | Hitnotering: 5-1-1974 t/m 8-2-1974 | Hitnotering: 5-1-1974 t/m 8-2-1974 | Hitnotering: 5-1-1974 t/m 8-2-1974 | Hitnotering: 5-1-1974 t/m 8-2-1974 |
| Week:                              | 1                                  | 2                                  | 3                                  | 4                                  | 5                                  |                                    |
| ---------------------------------- | ---------------------------------- | ---------------------------------- | ---------------------------------- | ---------------------------------- | ---------------------------------- | ---------------------------------- |
| Positie:                           | 13                                 | 15                                 | 7                                  | 16                                 | 26                                 | uit                                |

### Britse Single Top 50
| Hitnotering: 26-1-1974 t/m 8-3-1974 | Hitnotering: 26-1-1974 t/m 8-3-1974 | Hitnotering: 26-1-1974 t/m 8-3-1974 | Hitnotering: 26-1-1974 t/m 8-3-1974 | Hitnotering: 26-1-1974 t/m 8-3-1974 | Hitnotering: 26-1-1974 t/m 8-3-1974 | Hitnotering: 26-1-1974 t/m 8-3-1974 | Hitnotering: 26-1-1974 t/m 8-3-1974 |
| Week:                               | 1                                   | 2                                   | 3                                   | 4                                   | 5                                   | 6                                   |                                     |
| ----------------------------------- | ----------------------------------- | ----------------------------------- | ----------------------------------- | ----------------------------------- | ----------------------------------- | ----------------------------------- | ----------------------------------- |
| Positie:                            | 45                                  | 30                                  | 25                                  | 28                                  | 29                                  | 39                                  | uit                                 |